# My Wild Love
Pistes de Waiting for the Sun
Spanish Caravan We Could Be So Good Together
My Wild Love est un morceau psychédélique apparaissant sur le troisième album du groupe The Doors, Waiting for the Sun. L'air de cette chanson peut faire penser a une invocation ou encore a un chant traditionnel d'indiens d'Amérique.
L'équipe du studio avait été réunie autour d'un micro afin que tous chantent  et tapent des mains pendant la chanson. 
Bertrand Cantat étant admirateur des Doors et de Jim Morrison, Noir Désir a chanté sur scène cette chanson. 